# Avon Park
Avon Park är en stad (city) i Highlands County, i delstaten Florida, USA. Enligt United States Census Bureau har staden en folkmängd på 8 825 invånare (2011) och en landarea på 18,5 km².